# Cast a Spell
Cast A Spell är en mini-CD av det svenska power metal-bandet Morifade, utgivet år 2000. En av låtarna, "Dance With The Devil", är en cover av hårdrocksbandet Phenomena.

## Låtlista
1. Cast A Spell
2. As Time Decides
3. Tomorrow Knows
4. Dance With The Devil

## Medverkande
- Sång: Stefan Petersson
- Gitarr: Jesper Johansson
- Gitarr: Adrian Kanebäck
- Bas: Henrik Weimedal
- Keyboards: Fredrik "Frippe" Eriksson
- Trummor: Kim Arnell